# Jeronimas Milius
Pour les articles homonymes, voir Milius.
Jeronimas Milius, né le 11 octobre 1984 à Vilnius est un chanteur lituanien qui représenta son pays à Belgrade lors du Concours Eurovision de la chanson 2008, choisi lors de la seconde demi-finale avec sa Power ballad Nomads in the night dont son ami Vytautas Diškevičius est l'auteur.
Depuis 2003, il est le leader du groupe de heavy metal Soul Brothers et a déjà tenté à plusieurs reprises de représenter son pays au Concours Eurovision de la chanson, notamment en 2006 où il était parvenu à atteindre la finale. Il la remportera face à Aistė Pilvelytė le 2 février 2008.

## Sources
- (en) Cet article est partiellement ou en totalité issu de l’article de Wikipédia en anglais intitulé « Jeronimas Milius » (voir la liste des auteurs).